# Papierboote
Papierboote oder Argonauten (Argonauta) sind eine Gattung der Kopffüßer (Cephalopoda) in der Verwandtschaftsgruppe der Kraken (Octopoda). Sie sind die einzige rezente Gattung der Familie Argonautidae.

## Grundlegender Bau und Gehäuse

### Papierboote vs. Perlboote

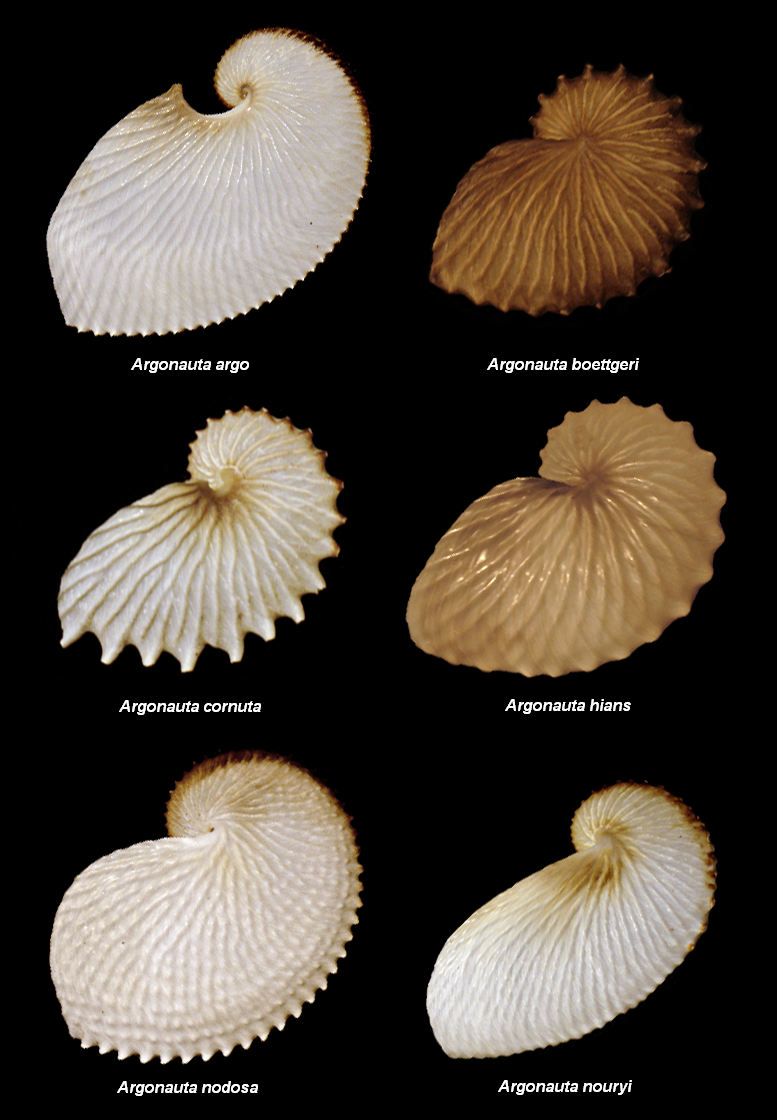
Gehäuse verschiedener Argonauta-Arten in seitlicher Ansicht

Die Perlboote (Nautilus) sind die einzigen rezenten Kopffüßer mit einem festen, kalkigen Außenskelett in Form eines hohen, spiralig gewundenen und gekammerten Gehäuses. Papierboote besitzen scheinbar ebenfalls ein solches Gehäuse, das beim Großen Papierboot (Argonauta argo), der größten Art der Gattung, mehr als 30 cm lang werden kann.
Allerdings gehören Papierboote, anders als die Perlboote, zu den Kraken (Octopoda), was unter anderem daran zu erkennen ist, dass sie nur acht, aber dafür kräftige Arme haben, die zudem mit jeweils zwei Reihen von Saugnäpfen bewehrt sind (siehe auch Äußere Systematik). Bei den Kraken sind sämtliche mineralischen Hartteile (des Gehäuses) im Laufe der Evolution vollständig zurückgebildet worden. Das zwar spiralige, aber ungekammerte Gehäuse der Papierboote ist kein „echtes“, dem Gehäuse der Perlboote homologes Außenskelett, sondern eine sekundäre Neubildung. Es unterscheidet sich vom Gehäuse der Perlboote in zahlreichen Details, unter anderem auch darin, dass es nicht über Muskeln und Bänder permanent mit dem Weichkörper verbunden ist. Stattdessen wird es an seiner Innenseite mit den Saugnäpfen des über Kopf und Mantel gestülpten Armkranzes gehalten. Im Englischen wird dieses Gehäuse daher auch pseudo-conch (‚Pseudogehäuse‘) genannt. Der Kalk für das Gehäuse wird von Drüsen der flächigen dünnen Häute am distalen Abschnitt der beiden Arme des 1. (obersten, dorsalen) Armpaars abgeschieden (sezerniert). Diese mit Chromatophoren ausgestatteten Häute können über die gesamte Außenfläche des Gehäuses gelegt werden.
Bei den Perlbooten wird das Gehäuse hingegen vom Mantel, das heißt, von der fleischigen Hülle des Eingeweidesacks sezerniert, der sich permanent nahezu vollständig in der Wohnkammer der Schale befindet, während die rund 90 saugnapflosen Arme (Cirren) komplett frei sind. Außerdem besteht die Schale der Perlboote vorwiegend aus der Kalkmodifikation Aragonit, während die der Papierboote vorwiegend aus der Kalkmodifikation Calcit besteht und zudem deutlich dünnwandiger und zerbrechlicher ist. Von der unterschiedlichen Beschaffenheit der Gehäuse leiten sich schließlich auch die deutschen Trivialnamen ‚Perlboot‘ für Nautilus (nach der aragonithaltigen Schalensubstanz Perlmutt) und ‚Papierboot‘ für Argonauta ab.

### Funktion des Gehäuses
Die Gehäuse der Papierboote, die nur von den Weibchen ausgebildet werden, dienen als Behältnisse für deren Gelege (siehe unten). Zudem wurde lange vermutet, dass im oberen (dorsalen) Teil des Gehäuses eingeschlossene Luft eine Rolle für den Auftrieb und die Körperposition in der Wassersäule bei diesen epipelagisch lebenden Tieren spielt – in Analogie zu den Gehäusen der Perlboote. Diese Hypothese wurde schließlich durch Beobachtungen an eingefangenen Tieren in einem Hafenbecken bestätigt: Weibchen, bei denen vor dem Entlassen ins Hafenbecken sämtliche Luft aus dem Gehäuse entfernt wurde und die deshalb einen negativen Auftrieb besaßen, schwammen sofort an die Meeresoberfläche und schöpften dort die größtmögliche Menge Luft. Die Tiere schwammen dann aktiv mit Hilfe des Rückstoßapparates in eine Tiefe, in der der Auftrieb der durch den zunehmenden Druck zunehmend komprimierten Luft gerade noch so groß war, um das Tier in der Schwebe zu halten. Die Schalenöffnung wurde dabei mit den Armen des 2. Armpaars abgedichtet, sodass die eingefangene Luft nicht entweichen konnte. Außerhalb des abgedichteten Teils der Schale noch vorhandene Luft entwich beim Abwärtsschwimmen. Nach Erreichen der „Gleichgewichtstiefe“ bewegten sich die Versuchstiere dann nurmehr horizontal fort.

## Fortpflanzung

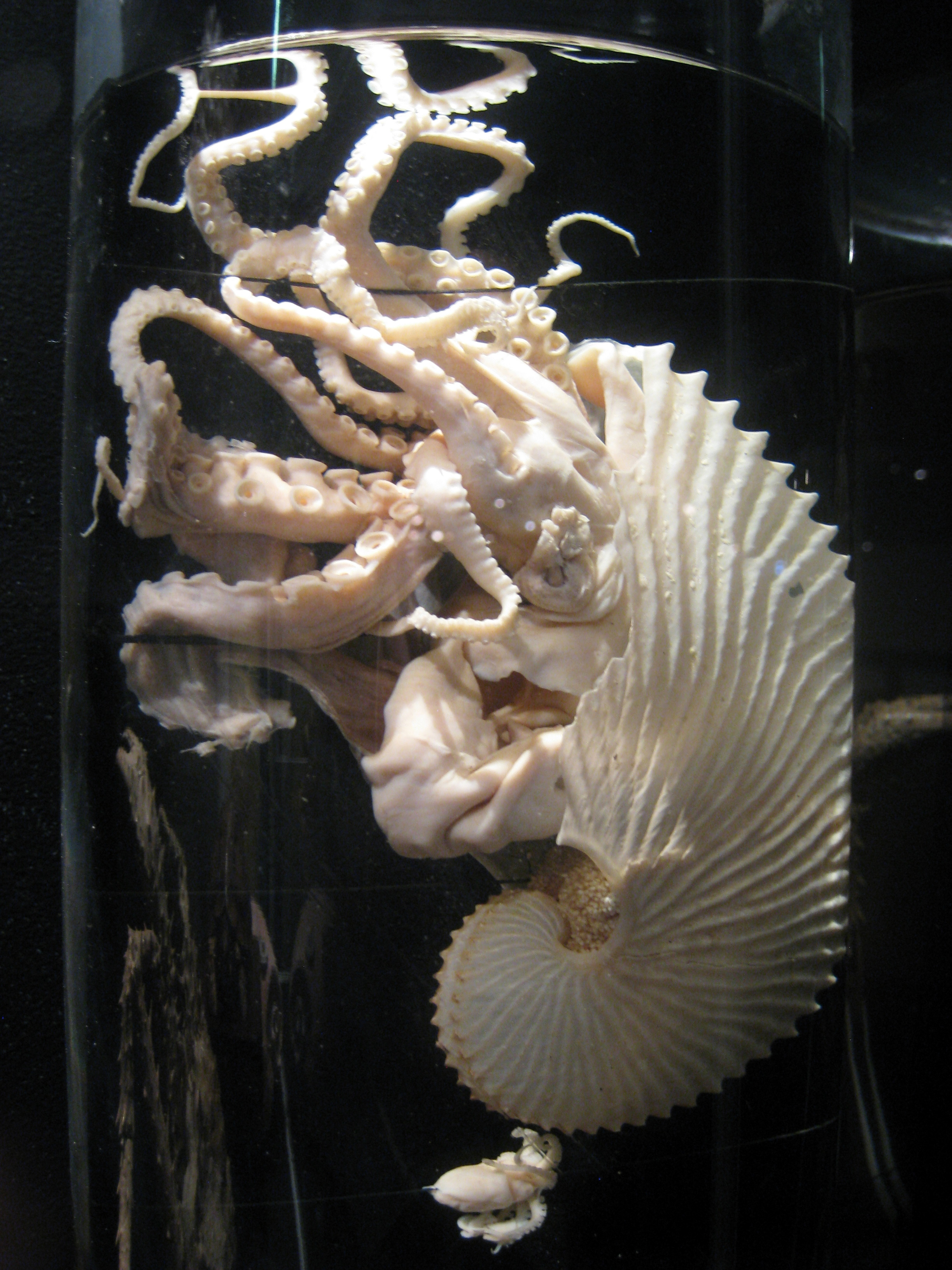
Alkoholpräparat zweier Individuen von Argonauta argo. Das große Tier ist ein Weibchen, und in seinem Gehäuse sind zahlreiche Eier erkennbar. Das kleine Individuum ganz unten ist wahrscheinlich ein Männchen.

Papierboote sind nicht nur, wie bei Kopffüßern allgemein üblich, getrenntgeschlechtlich, sondern zeigen überdies einen extremen Geschlechtsdimorphismus mit einem um ein Vielfaches größeren Weibchen (siehe auch → Zwergmännchen). Die Befruchtung erfolgt wie bei den meisten Kraken durch einen speziell dafür umgebildeten Arm des Männchens, den Hectocotylus. Anders als bei anderen Kraken löst sich der Hectocotylus mit der Spermatophore jedoch während der Kopulation komplett ab und wird zu einer autonomen Befruchtungseinheit. Das Männchen stirbt wahrscheinlich kurz nach dem Verlust des Hectocotylus. Das Weibchen hat eine wesentlich längere Lebensspanne und kann während dieser von zahlreichen Männchen begattet werden.
Tatsächlich ist der abgetrennte Arm des Männchens der Papierboote wissenschaftlich viel länger bekannt als der Rest seines Körpers, und die Bezeichnung ‚Hectocotylus‘ ist ursprünglich der Gattungsname des parasitischen, in der Mantelhöhle des Weibchens lebenden Fadenwurms, für den man ihn im frühen 19. Jahrhundert hielt.

## Nahrung und Fressfeinde
Weibliche Papierboote ernähren sich von planktonischen Schnecken (Heteropoden, Pteropoden), kleinen Fischen und möglicherweise auch planktonischen Kleinkrebsen (Hyperiiden, Copepoden). Zudem ist beobachtet worden, dass sie Quallen nicht nur (an)fressen, sondern sich ihrer auch beim Nahrungserwerb bedienen. Nach dem ‚Kapern‘ der Qualle halten sie diese an der Oberseite des Schirmes (Exumbrella) mit den Saugnäpfen der seitlichen (lateralen) und unteren (ventralen) Arme fest und fressen zunächst Teile des gallertartigen Gewebes des Schirmes. Schließlich beißen sie sich bis zum Gastrovascularraum (‚Magen‘) durch. Dann können sie die hocheffektiven Mundarme der Qualle nutzen, um für sich planktonische Beutetiere zu fangen. Ferner wird vermutet, dass Papierbooten die Vergesellschaftung mit Quallen auch zur Tarnung und, wegen deren giftiger Tentakeln, als Schutz gegen Fressfeinde dient.
Hinsichtlich ihres Energiebedarfs ist berechnet worden, dass ein fünf Gramm schweres Papierboot unter den Bedingungen des tropischen Ostpazifiks pro Tag ungefähr zwei kleine (je 0,1 Gramm schwere) Fische oder 50 Hyperiiden (je 0,01 Gramm) fressen muss, um seine normale Stoffwechselrate aufrechterhalten zu können.
Gefressen werden Papierboote von größeren Knochenfischen (z. B. vom Fächerfisch), von Meeressäugern (z. B. vom Kleinen Schwertwal) und von größeren Seevögeln (z. B. vom Silbersturmvogel).

## Verbreitung, Häufigkeit und Gruppenverhalten
Papierboote pflegen, anders als viele andere Kraken, eine epipelagische Lebensweise. Sie sind in den tropischen und subtropischen sowie in den südlichen gemäßigten Regionen aller Meere zu finden. Gelegentliche Beobachtungen großer Ansammlungen dieser Tiere, beispielsweise vor Japan, sowie der Umstand, dass an der australischen Küste bisweilen weibliche Individuen von Argonauta nodosus zu Tausenden angespült werden, zeigen, dass umfangreiche Populationen existieren müssen. Dennoch werden Papierboote auf hoher See nur selten angetroffen.
Die höchste geographische Breite, von der Papierboote im Nordostatlantik gemeldet wurden, ist 42° Nord, wenngleich dies Tiere sind, die durch starke Südwestwinde mit entsprechenden Driftströmungen aus niedrigeren Breiten nordwärts transportiert werden. Da die nördlichsten Begegnungen sowohl mit Papierbooten als auch mit Vertretern anderer tropischer und subtropischer Taxa im Nordatlantik in der Vergangenheit etwas weiter südlich stattfanden, wird das Vordringen eines Papierbootes bis zum 42° Breitengrad mit der globalen Erwärmung in Zusammenhang gebracht.
Bei pazifischen Papierbooten (speziell A. nouryi) ist beobachtet worden, dass sich mehrere Weibchen zu „Ketten“ formieren, indem sie sich aneinander heften. Die Ursache für dieses Verhalten ist unklar. Vermutet wird, dass die Weibchen auf diese Weise unter anderem Fortbewegungsenergie sparen und für Männchen im offenen Ozean leichter auffindbar sind, wenngleich derartige Aggregate auch von Fressfeinden leichter aufgespürt werden können.

## Fossilbericht

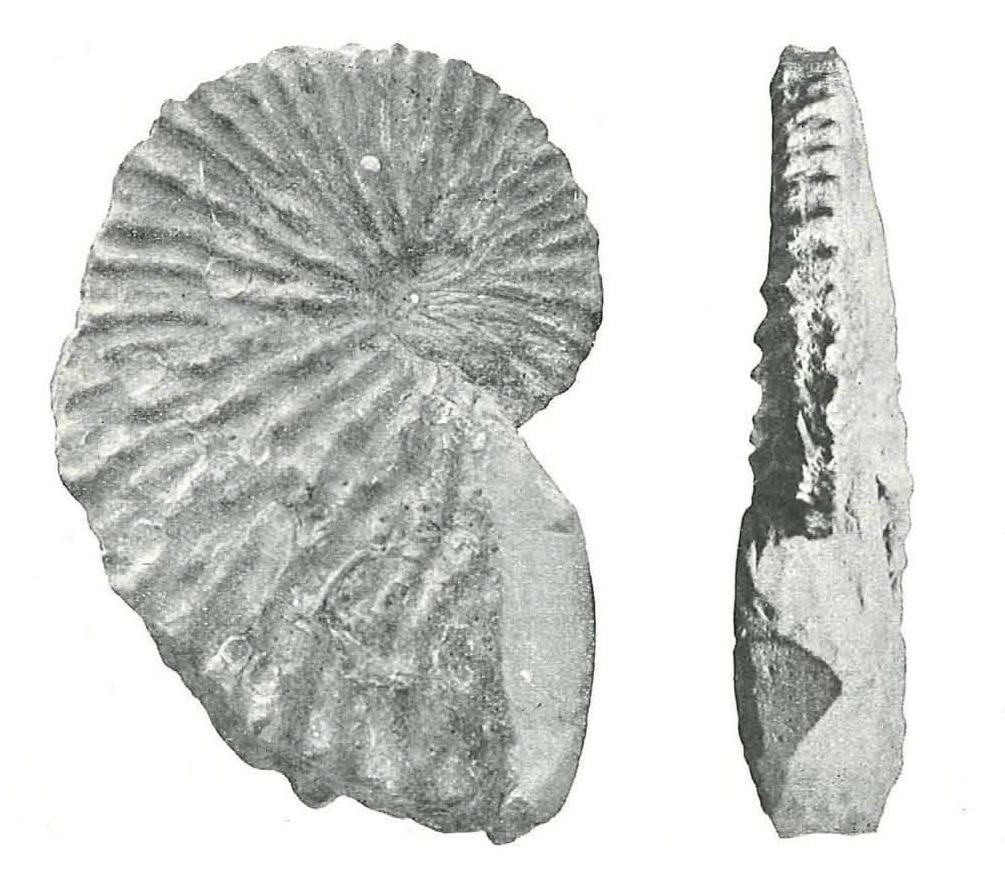
Holotyp von † Argonauta johanneus, ein Steinkern aus dem Mittel-Miozän des Steirischen Beckens, Österreich

Überreste von Argonautiden sind im Fossilbericht relativ selten. Die meisten Funde stammen aus der Randzone des Westpazifiks und insbesondere aus Japan. Den geologisch ältesten Vertreter stellt † Obinautilus pulcher aus dem Oligozän (33,9 bis 23,03 mya) von Japan. Die Gattung Argonauta taucht erstmals im mittleren Miozän (15,97 bis 11,62 mya) Japans († A. tokunagai), Zyperns († A. absyrtus) und Österreichs († A. johanneus) im Fossilbericht auf. Die beiden Letztgenannten sind zugleich auch die ältesten der wenigen Nachweise aus der westlichen Tethys bzw. aus der Paratethys. Aus den Randzonen des Atlantiks (ohne Mittelmeer) sind keine Funde fossiler Argonautiden bekannt.

## Systematik

### Äußere Systematik
Die Gattung Argonauta ist die einzige rezente und die Typusgattung der Familie Argonautidae sowie die Typusgattung der Überfamilie Argonautoidea. Die Argonautoideen sind eine, jedoch nicht die einzige Gruppe pelagischer Formen innerhalb der überwiegend durch benthisch lebende Vertreter gekennzeichneten Kraken (Octopoda), wobei sie als engste Verwandte der „Kraken im engeren Sinn“ (Octopodoidea bzw. Octopodidae) mit diesen in der Gruppe Incirrata zusammengefasst werden. Im untenstehenden vereinfachten Kladogramm ist eine wahrscheinliche Stellung der Argonautiden innerhalb der rezenten Kopffüßer grafisch dargestellt (nach Lindgren et al., 2012).
|  | Argonautidae (einzige rezente Gattung: Papierboote)                                                                         |
|  | |
|  | \| \| Tremoctopodidae (einzige Gattung: Tremoctopus) \| \| \| \| \| \| Alloposidae (einzige Gattung: Haliphron) \| \| \| \| |
|  | |
|  | Tremoctopodidae (einzige Gattung: Tremoctopus)                                                                              |
|  | |
|  | Alloposidae (einzige Gattung: Haliphron)                                                                                    |
|  | |

|  | Tremoctopodidae (einzige Gattung: Tremoctopus) |
|  |                                                |
|  | Alloposidae (einzige Gattung: Haliphron)       |
|  |                                                |

|  | Argonautidae (einzige rezente Gattung: Papierboote)                                                                         |
|  | |
|  | \| \| Tremoctopodidae (einzige Gattung: Tremoctopus) \| \| \| \| \| \| Alloposidae (einzige Gattung: Haliphron) \| \| \| \| |
|  | |
|  | Tremoctopodidae (einzige Gattung: Tremoctopus)                                                                              |
|  | |
|  | Alloposidae (einzige Gattung: Haliphron)                                                                                    |
|  | |

|  | Tremoctopodidae (einzige Gattung: Tremoctopus) |
|  |                                                |
|  | Alloposidae (einzige Gattung: Haliphron)       |
|  |                                                |

|  | Argonautidae (einzige rezente Gattung: Papierboote)                                                                         |
|  | |
|  | \| \| Tremoctopodidae (einzige Gattung: Tremoctopus) \| \| \| \| \| \| Alloposidae (einzige Gattung: Haliphron) \| \| \| \| |
|  | |
|  | Tremoctopodidae (einzige Gattung: Tremoctopus)                                                                              |
|  | |
|  | Alloposidae (einzige Gattung: Haliphron)                                                                                    |
|  | |

|  | Tremoctopodidae (einzige Gattung: Tremoctopus) |
|  |                                                |
|  | Alloposidae (einzige Gattung: Haliphron)       |
|  |                                                |

|  | Argonautidae (einzige rezente Gattung: Papierboote)                                                                         |
|  | |
|  | \| \| Tremoctopodidae (einzige Gattung: Tremoctopus) \| \| \| \| \| \| Alloposidae (einzige Gattung: Haliphron) \| \| \| \| |
|  | |
|  | Tremoctopodidae (einzige Gattung: Tremoctopus)                                                                              |
|  | |
|  | Alloposidae (einzige Gattung: Haliphron)                                                                                    |
|  | |

|  | Tremoctopodidae (einzige Gattung: Tremoctopus) |
|  |                                                |
|  | Alloposidae (einzige Gattung: Haliphron)       |
|  |                                                |

|  | Argonautidae (einzige rezente Gattung: Papierboote)                                                                         |
|  | |
|  | \| \| Tremoctopodidae (einzige Gattung: Tremoctopus) \| \| \| \| \| \| Alloposidae (einzige Gattung: Haliphron) \| \| \| \| |
|  | |
|  | Tremoctopodidae (einzige Gattung: Tremoctopus)                                                                              |
|  | |
|  | Alloposidae (einzige Gattung: Haliphron)                                                                                    |
|  | |

|  | Tremoctopodidae (einzige Gattung: Tremoctopus) |
|  |                                                |
|  | Alloposidae (einzige Gattung: Haliphron)       |
|  |                                                |

|  | Argonautidae (einzige rezente Gattung: Papierboote)                                                                         |
|  | |
|  | \| \| Tremoctopodidae (einzige Gattung: Tremoctopus) \| \| \| \| \| \| Alloposidae (einzige Gattung: Haliphron) \| \| \| \| |
|  | |
|  | Tremoctopodidae (einzige Gattung: Tremoctopus)                                                                              |
|  | |
|  | Alloposidae (einzige Gattung: Haliphron)                                                                                    |
|  | |

|  | Tremoctopodidae (einzige Gattung: Tremoctopus) |
|  |                                                |
|  | Alloposidae (einzige Gattung: Haliphron)       |
|  |                                                |

|  | Argonautidae (einzige rezente Gattung: Papierboote)                                                                         |
|  | |
|  | \| \| Tremoctopodidae (einzige Gattung: Tremoctopus) \| \| \| \| \| \| Alloposidae (einzige Gattung: Haliphron) \| \| \| \| |
|  | |
|  | Tremoctopodidae (einzige Gattung: Tremoctopus)                                                                              |
|  | |
|  | Alloposidae (einzige Gattung: Haliphron)                                                                                    |
|  | |

|  | Tremoctopodidae (einzige Gattung: Tremoctopus) |
|  |                                                |
|  | Alloposidae (einzige Gattung: Haliphron)       |
|  |                                                |

|  | Argonautidae (einzige rezente Gattung: Papierboote)                                                                         |
|  | |
|  | \| \| Tremoctopodidae (einzige Gattung: Tremoctopus) \| \| \| \| \| \| Alloposidae (einzige Gattung: Haliphron) \| \| \| \| |
|  | |
|  | Tremoctopodidae (einzige Gattung: Tremoctopus)                                                                              |
|  | |
|  | Alloposidae (einzige Gattung: Haliphron)                                                                                    |
|  | |

|  | Tremoctopodidae (einzige Gattung: Tremoctopus) |
|  |                                                |
|  | Alloposidae (einzige Gattung: Haliphron)       |
|  |                                                |

|  | Argonautidae (einzige rezente Gattung: Papierboote)                                                                         |
|  | |
|  | \| \| Tremoctopodidae (einzige Gattung: Tremoctopus) \| \| \| \| \| \| Alloposidae (einzige Gattung: Haliphron) \| \| \| \| |
|  | |
|  | Tremoctopodidae (einzige Gattung: Tremoctopus)                                                                              |
|  | |
|  | Alloposidae (einzige Gattung: Haliphron)                                                                                    |
|  | |

|  | Tremoctopodidae (einzige Gattung: Tremoctopus) |
|  |                                                |
|  | Alloposidae (einzige Gattung: Haliphron)       |
|  |                                                |

|  | Argonautidae (einzige rezente Gattung: Papierboote)                                                                         |
|  | |
|  | \| \| Tremoctopodidae (einzige Gattung: Tremoctopus) \| \| \| \| \| \| Alloposidae (einzige Gattung: Haliphron) \| \| \| \| |
|  | |
|  | Tremoctopodidae (einzige Gattung: Tremoctopus)                                                                              |
|  | |
|  | Alloposidae (einzige Gattung: Haliphron)                                                                                    |
|  | |

|  | Tremoctopodidae (einzige Gattung: Tremoctopus) |
|  |                                                |
|  | Alloposidae (einzige Gattung: Haliphron)       |
|  |                                                |

|  | Argonautidae (einzige rezente Gattung: Papierboote)                                                                         |
|  | |
|  | \| \| Tremoctopodidae (einzige Gattung: Tremoctopus) \| \| \| \| \| \| Alloposidae (einzige Gattung: Haliphron) \| \| \| \| |
|  | |
|  | Tremoctopodidae (einzige Gattung: Tremoctopus)                                                                              |
|  | |
|  | Alloposidae (einzige Gattung: Haliphron)                                                                                    |
|  | |

|  | Tremoctopodidae (einzige Gattung: Tremoctopus) |
|  |                                                |
|  | Alloposidae (einzige Gattung: Haliphron)       |
|  |                                                |

|  | Argonautidae (einzige rezente Gattung: Papierboote)                                                                         |
|  | |
|  | \| \| Tremoctopodidae (einzige Gattung: Tremoctopus) \| \| \| \| \| \| Alloposidae (einzige Gattung: Haliphron) \| \| \| \| |
|  | |
|  | Tremoctopodidae (einzige Gattung: Tremoctopus)                                                                              |
|  | |
|  | Alloposidae (einzige Gattung: Haliphron)                                                                                    |
|  | |

|  | Tremoctopodidae (einzige Gattung: Tremoctopus) |
|  |                                                |
|  | Alloposidae (einzige Gattung: Haliphron)       |
|  |                                                |

|  | Argonautidae (einzige rezente Gattung: Papierboote)                                                                         |
|  | |
|  | \| \| Tremoctopodidae (einzige Gattung: Tremoctopus) \| \| \| \| \| \| Alloposidae (einzige Gattung: Haliphron) \| \| \| \| |
|  | |
|  | Tremoctopodidae (einzige Gattung: Tremoctopus)                                                                              |
|  | |
|  | Alloposidae (einzige Gattung: Haliphron)                                                                                    |
|  | |

|  | Tremoctopodidae (einzige Gattung: Tremoctopus) |
|  |                                                |
|  | Alloposidae (einzige Gattung: Haliphron)       |
|  |                                                |

|  | Argonautidae (einzige rezente Gattung: Papierboote)                                                                         |
|  | |
|  | \| \| Tremoctopodidae (einzige Gattung: Tremoctopus) \| \| \| \| \| \| Alloposidae (einzige Gattung: Haliphron) \| \| \| \| |
|  | |
|  | Tremoctopodidae (einzige Gattung: Tremoctopus)                                                                              |
|  | |
|  | Alloposidae (einzige Gattung: Haliphron)                                                                                    |
|  | |

|  | Tremoctopodidae (einzige Gattung: Tremoctopus) |
|  |                                                |
|  | Alloposidae (einzige Gattung: Haliphron)       |
|  |                                                |

|  | Argonautidae (einzige rezente Gattung: Papierboote)                                                                         |
|  | |
|  | \| \| Tremoctopodidae (einzige Gattung: Tremoctopus) \| \| \| \| \| \| Alloposidae (einzige Gattung: Haliphron) \| \| \| \| |
|  | |
|  | Tremoctopodidae (einzige Gattung: Tremoctopus)                                                                              |
|  | |
|  | Alloposidae (einzige Gattung: Haliphron)                                                                                    |
|  | |

|  | Tremoctopodidae (einzige Gattung: Tremoctopus) |
|  |                                                |
|  | Alloposidae (einzige Gattung: Haliphron)       |
|  |                                                |

|  | Argonautidae (einzige rezente Gattung: Papierboote)                                                                         |
|  | |
|  | \| \| Tremoctopodidae (einzige Gattung: Tremoctopus) \| \| \| \| \| \| Alloposidae (einzige Gattung: Haliphron) \| \| \| \| |
|  | |
|  | Tremoctopodidae (einzige Gattung: Tremoctopus)                                                                              |
|  | |
|  | Alloposidae (einzige Gattung: Haliphron)                                                                                    |
|  | |

|  | Tremoctopodidae (einzige Gattung: Tremoctopus) |
|  |                                                |
|  | Alloposidae (einzige Gattung: Haliphron)       |
|  |                                                |

|  | Argonautidae (einzige rezente Gattung: Papierboote)                                                                         |
|  | |
|  | \| \| Tremoctopodidae (einzige Gattung: Tremoctopus) \| \| \| \| \| \| Alloposidae (einzige Gattung: Haliphron) \| \| \| \| |
|  | |
|  | Tremoctopodidae (einzige Gattung: Tremoctopus)                                                                              |
|  | |
|  | Alloposidae (einzige Gattung: Haliphron)                                                                                    |
|  | |

|  | Tremoctopodidae (einzige Gattung: Tremoctopus) |
|  |                                                |
|  | Alloposidae (einzige Gattung: Haliphron)       |
|  |                                                |

|  | Argonautidae (einzige rezente Gattung: Papierboote)                                                                         |
|  | |
|  | \| \| Tremoctopodidae (einzige Gattung: Tremoctopus) \| \| \| \| \| \| Alloposidae (einzige Gattung: Haliphron) \| \| \| \| |
|  | |
|  | Tremoctopodidae (einzige Gattung: Tremoctopus)                                                                              |
|  | |
|  | Alloposidae (einzige Gattung: Haliphron)                                                                                    |
|  | |

|  | Tremoctopodidae (einzige Gattung: Tremoctopus) |
|  |                                                |
|  | Alloposidae (einzige Gattung: Haliphron)       |
|  |                                                |

|  | Argonautidae (einzige rezente Gattung: Papierboote)                                                                         |
|  | |
|  | \| \| Tremoctopodidae (einzige Gattung: Tremoctopus) \| \| \| \| \| \| Alloposidae (einzige Gattung: Haliphron) \| \| \| \| |
|  | |
|  | Tremoctopodidae (einzige Gattung: Tremoctopus)                                                                              |
|  | |
|  | Alloposidae (einzige Gattung: Haliphron)                                                                                    |
|  | |

|  | Tremoctopodidae (einzige Gattung: Tremoctopus) |
|  |                                                |
|  | Alloposidae (einzige Gattung: Haliphron)       |
|  |                                                |

|  | Argonautidae (einzige rezente Gattung: Papierboote)                                                                         |
|  | |
|  | \| \| Tremoctopodidae (einzige Gattung: Tremoctopus) \| \| \| \| \| \| Alloposidae (einzige Gattung: Haliphron) \| \| \| \| |
|  | |
|  | Tremoctopodidae (einzige Gattung: Tremoctopus)                                                                              |
|  | |
|  | Alloposidae (einzige Gattung: Haliphron)                                                                                    |
|  | |

|  | Tremoctopodidae (einzige Gattung: Tremoctopus) |
|  |                                                |
|  | Alloposidae (einzige Gattung: Haliphron)       |
|  |                                                |

|  | Argonautidae (einzige rezente Gattung: Papierboote)                                                                         |
|  | |
|  | \| \| Tremoctopodidae (einzige Gattung: Tremoctopus) \| \| \| \| \| \| Alloposidae (einzige Gattung: Haliphron) \| \| \| \| |
|  | |
|  | Tremoctopodidae (einzige Gattung: Tremoctopus)                                                                              |
|  | |
|  | Alloposidae (einzige Gattung: Haliphron)                                                                                    |
|  | |

|  | Tremoctopodidae (einzige Gattung: Tremoctopus) |
|  |                                                |
|  | Alloposidae (einzige Gattung: Haliphron)       |
|  |                                                |

|  | Argonautidae (einzige rezente Gattung: Papierboote)                                                                         |
|  | |
|  | \| \| Tremoctopodidae (einzige Gattung: Tremoctopus) \| \| \| \| \| \| Alloposidae (einzige Gattung: Haliphron) \| \| \| \| |
|  | |
|  | Tremoctopodidae (einzige Gattung: Tremoctopus)                                                                              |
|  | |
|  | Alloposidae (einzige Gattung: Haliphron)                                                                                    |
|  | |

|  | Tremoctopodidae (einzige Gattung: Tremoctopus) |
|  |                                                |
|  | Alloposidae (einzige Gattung: Haliphron)       |
|  |                                                |

|  | Argonautidae (einzige rezente Gattung: Papierboote)                                                                         |
|  | |
|  | \| \| Tremoctopodidae (einzige Gattung: Tremoctopus) \| \| \| \| \| \| Alloposidae (einzige Gattung: Haliphron) \| \| \| \| |
|  | |
|  | Tremoctopodidae (einzige Gattung: Tremoctopus)                                                                              |
|  | |
|  | Alloposidae (einzige Gattung: Haliphron)                                                                                    |
|  | |

|  | Tremoctopodidae (einzige Gattung: Tremoctopus) |
|  |                                                |
|  | Alloposidae (einzige Gattung: Haliphron)       |
|  |                                                |

|  | Argonautidae (einzige rezente Gattung: Papierboote)                                                                         |
|  | |
|  | \| \| Tremoctopodidae (einzige Gattung: Tremoctopus) \| \| \| \| \| \| Alloposidae (einzige Gattung: Haliphron) \| \| \| \| |
|  | |
|  | Tremoctopodidae (einzige Gattung: Tremoctopus)                                                                              |
|  | |
|  | Alloposidae (einzige Gattung: Haliphron)                                                                                    |
|  | |

|  | Tremoctopodidae (einzige Gattung: Tremoctopus) |
|  |                                                |
|  | Alloposidae (einzige Gattung: Haliphron)       |
|  |                                                |

|  | Argonautidae (einzige rezente Gattung: Papierboote)                                                                         |
|  | |
|  | \| \| Tremoctopodidae (einzige Gattung: Tremoctopus) \| \| \| \| \| \| Alloposidae (einzige Gattung: Haliphron) \| \| \| \| |
|  | |
|  | Tremoctopodidae (einzige Gattung: Tremoctopus)                                                                              |
|  | |
|  | Alloposidae (einzige Gattung: Haliphron)                                                                                    |
|  | |

|  | Tremoctopodidae (einzige Gattung: Tremoctopus) |
|  |                                                |
|  | Alloposidae (einzige Gattung: Haliphron)       |
|  |                                                |

|  | Argonautidae (einzige rezente Gattung: Papierboote)                                                                         |
|  | |
|  | \| \| Tremoctopodidae (einzige Gattung: Tremoctopus) \| \| \| \| \| \| Alloposidae (einzige Gattung: Haliphron) \| \| \| \| |
|  | |
|  | Tremoctopodidae (einzige Gattung: Tremoctopus)                                                                              |
|  | |
|  | Alloposidae (einzige Gattung: Haliphron)                                                                                    |
|  | |

|  | Tremoctopodidae (einzige Gattung: Tremoctopus) |
|  |                                                |
|  | Alloposidae (einzige Gattung: Haliphron)       |
|  |                                                |

|  | Argonautidae (einzige rezente Gattung: Papierboote)                                                                         |
|  | |
|  | \| \| Tremoctopodidae (einzige Gattung: Tremoctopus) \| \| \| \| \| \| Alloposidae (einzige Gattung: Haliphron) \| \| \| \| |
|  | |
|  | Tremoctopodidae (einzige Gattung: Tremoctopus)                                                                              |
|  | |
|  | Alloposidae (einzige Gattung: Haliphron)                                                                                    |
|  | |

|  | Tremoctopodidae (einzige Gattung: Tremoctopus) |
|  |                                                |
|  | Alloposidae (einzige Gattung: Haliphron)       |
|  |                                                |

|  | Argonautidae (einzige rezente Gattung: Papierboote)                                                                         |
|  | |
|  | \| \| Tremoctopodidae (einzige Gattung: Tremoctopus) \| \| \| \| \| \| Alloposidae (einzige Gattung: Haliphron) \| \| \| \| |
|  | |
|  | Tremoctopodidae (einzige Gattung: Tremoctopus)                                                                              |
|  | |
|  | Alloposidae (einzige Gattung: Haliphron)                                                                                    |
|  | |

|  | Tremoctopodidae (einzige Gattung: Tremoctopus) |
|  |                                                |
|  | Alloposidae (einzige Gattung: Haliphron)       |
|  |                                                |

|  | Argonautidae (einzige rezente Gattung: Papierboote)                                                                         |
|  | |
|  | \| \| Tremoctopodidae (einzige Gattung: Tremoctopus) \| \| \| \| \| \| Alloposidae (einzige Gattung: Haliphron) \| \| \| \| |
|  | |
|  | Tremoctopodidae (einzige Gattung: Tremoctopus)                                                                              |
|  | |
|  | Alloposidae (einzige Gattung: Haliphron)                                                                                    |
|  | |

|  | Tremoctopodidae (einzige Gattung: Tremoctopus) |
|  |                                                |
|  | Alloposidae (einzige Gattung: Haliphron)       |
|  |                                                |

|  | Argonautidae (einzige rezente Gattung: Papierboote)                                                                         |
|  | |
|  | \| \| Tremoctopodidae (einzige Gattung: Tremoctopus) \| \| \| \| \| \| Alloposidae (einzige Gattung: Haliphron) \| \| \| \| |
|  | |
|  | Tremoctopodidae (einzige Gattung: Tremoctopus)                                                                              |
|  | |
|  | Alloposidae (einzige Gattung: Haliphron)                                                                                    |
|  | |

|  | Tremoctopodidae (einzige Gattung: Tremoctopus) |
|  |                                                |
|  | Alloposidae (einzige Gattung: Haliphron)       |
|  |                                                |

|  | Argonautidae (einzige rezente Gattung: Papierboote)                                                                         |
|  | |
|  | \| \| Tremoctopodidae (einzige Gattung: Tremoctopus) \| \| \| \| \| \| Alloposidae (einzige Gattung: Haliphron) \| \| \| \| |
|  | |
|  | Tremoctopodidae (einzige Gattung: Tremoctopus)                                                                              |
|  | |
|  | Alloposidae (einzige Gattung: Haliphron)                                                                                    |
|  | |

|  | Tremoctopodidae (einzige Gattung: Tremoctopus) |
|  |                                                |
|  | Alloposidae (einzige Gattung: Haliphron)       |
|  |                                                |

|  | Argonautidae (einzige rezente Gattung: Papierboote)                                                                         |
|  | |
|  | \| \| Tremoctopodidae (einzige Gattung: Tremoctopus) \| \| \| \| \| \| Alloposidae (einzige Gattung: Haliphron) \| \| \| \| |
|  | |
|  | Tremoctopodidae (einzige Gattung: Tremoctopus)                                                                              |
|  | |
|  | Alloposidae (einzige Gattung: Haliphron)                                                                                    |
|  | |

|  | Tremoctopodidae (einzige Gattung: Tremoctopus) |
|  |                                                |
|  | Alloposidae (einzige Gattung: Haliphron)       |
|  |                                                |

### Innere Systematik
Innerhalb der Gattung Argonauta werden aktuell (Stand 2013) mindestens vier rezente Arten sowohl anhand der Weichkörperanatomie beider Geschlechter als auch anhand der Morphologie des Gehäuses voneinander unterschieden:
- A. argo Linnaeus, 1758 – die größte, am weitesten verbreitete und Typusart
- A. hians Lightfoot, 1786 – Hauptverbreitungsgebiet: tropischer und subtropischer Westpazifik und Indik
- A. nodosus Lightfoot, 1786 – auf subtropische und gemäßigte südliche Breiten beschränkt
- A. nouryi Lorois, 1852 – auf die Tropen und Subtropen des Ostpazifik beschränkt

Von einigen Autoren wurden in den letzten Jahrzehnten zudem die Arten A. gruneri Dunker, 1852, A. cornutus Conrad, 1854 und A. boettgeri Maltzan, 1881 anerkannt, die jedoch möglicherweise identisch mit A. nouryi (erstere) bzw. A. hians (die beiden letzteren) sind. Darüber hinaus sind historisch, vor allem im 19. Jahrhundert, mehrere Dutzend weitere Arten oft einzig auf Grundlage von an Stränden angespülten Gehäusen beschrieben worden. Die innerartliche Variation der Papierboot-Gehäuse ist jedoch relativ hoch, sodass die dabei geprägten Namen nachfolgend mit denen der oben genannten Arten synonymisiert werden mussten.

## Etymologie und Rezeption in der Antike
Die auch im Mittelmeer beheimateten Papierboote wurden in der Kunst und Kultur der antiken Mittelmeervölker in für ein wirbelloses Tier ungewöhnlich hohem Maße rezipiert. So waren sie in der minoischen Kunst ein beliebtes Schmuckmotiv, insbesondere bei Keramikgefäßen des Meeresstils. Ähnliche Darstellungen wie im altkretischen Meeresstil finden sich auch auf den bronzenen Klingen ungefähr gleich alter mykenischer Zierdolche.
In seiner Tierkunde bezeichnet der berühmte altgriechische Philosoph Aristoteles die Papierboote als ‚nautilos‘ (ναυτίλος) und erkennt sie bereits korrekt als Kraken (πολύπους ‚polypous‘). Das Wort ‚nautilos‘ ist eine poetische Form des Wortes ‚nautes‘ (ναύτης), das so viel wie ‚Seemann‘ oder ‚Seefahrer‘ bedeutet. Auf Aristoteles geht die Legende zurück, dass die Papierboote die Häute ihrer Dorsalarme als Segel für die Fortbewegung an der Meeresoberfläche benutzen. Diese wurde von späteren antiken Autoren wie Plinius kolportiert und findet sich noch in Naturkundebüchern des 19. Jahrhunderts. Plinius, ein Römer, nannte die Papierboote ‚Pompylius‘. Bei den Römern galt die Sichtung eines Papierbootes während einer Seereise als Omen für einen guten Verlauf derselben.
Die antiken Schilderungen haben offenbar Carl von Linné zu dem noch heute gültigen zoologischen Gattungsnamen Argonauta inspiriert, der von ihm 1758 in der 10. Auflage seiner Systema Naturæ geprägt wurde. Er geht auf die Argonautensage zurück, in der sich der griechische Sagenheld Iason mit seinen Mitstreitern aufmacht, das goldene Vlies zu erobern. Sie werden nach ihrem Segelschiff, der Argo, die Argonauten (‚die auf der Argo fahren‘) genannt. Die eigentlich in der Antike gebräuchlichen Namen des Papierbootes wurden von Linné hingegen für eine andere Tierart, das Gemeine Perlboot (Nautilus pompilius), ausgewählt, das ein äußerlich ähnlich geformtes Gehäuse besitzt, aber, nach heutigem Wissenstand, innerhalb der Kopffüßer ein nur entfernter Verwandter der Papierboote ist (siehe oben) und überdies im Mittelmeer nicht vorkommt.

### Allgemein
- Guido T. Poppe, Yoshihiro Goto: European Seashells. Vol II (Scaphopoda, Bivalvia, Cephalopoda). Verlag Christa Hemmen, Wiesbaden, 1993 ISBN 3-925919-11-2.
- Julian K. Finn: Family Argonautidae Tryon, 1879. S. 228–237 in Patrizia Jereb, Clyde F. E. Roper, Mark D. Norman, Julian K. Finn (Hrsg.): Cephalopods of the world. An annotated and illustrated catalogue of cephalopod species known to date. Volume 3. Octopods and Vampire Squids. FAO Species Catalogue for Fishery Purposes No. 4, Vol. 3. Ernährungs- und Landwirtschaftsorganisation der Vereinten Nationen (FAO), Rom 2014 (online; PDF 4,8 MB = nur Kapitel 2.1. Incirrate Octopods).